# 圣安德烈德拉马什
圣安德烈德拉马什（法語：Saint-André-de-la-Marche，法語發音：[sɛ̃.t‿ɑ̃dʁe də la maʁʃ] ⓘ）是法国曼恩-卢瓦尔省的一个旧市镇，属于绍莱区。2015年12月15日，圣安德烈德拉马什和相邻的9个市镇合并为新市镇塞夫勒穆瓦讷（Sèvremoine）。

## 地理
圣安德烈德拉马什（47°6'0"N, 0°59'42"W）面积11.03 平方千米，位于法国卢瓦尔河地区大区曼恩-卢瓦尔省，该省份为法国西部内陆省份，大致对应安茹地区，北起顺时针与马耶讷省、萨尔特省、安德尔-卢瓦尔省、维埃纳省、德塞夫勒省、旺代省、大西洋卢瓦尔省和伊勒-维莱讷省接壤。
与圣安德烈德拉马什接壤的市镇（或旧市镇、城区）包括：拉罗马涅、鲁赛、拉塞吉尼耶尔、莫日地区圣马凯尔。
圣安德烈德拉马什的时区为UTC+01:00、UTC+02:00（夏令时）。

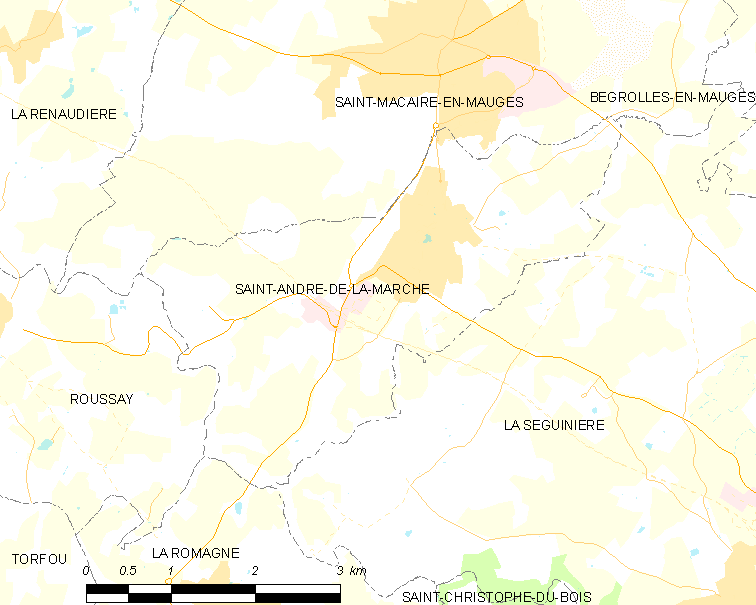
圣安德烈德拉马什的OSM定位图

## 行政
圣安德烈德拉马什的邮政编码为49450，INSEE市镇编码为49264。

## 政治
圣安德烈德拉马什所属的省级选区为塞夫勒穆瓦讷县。

## 人口

1962-2008年间圣安德烈德拉马什人口变化图示

圣安德烈德拉马什于2018年1月1日时的人口数量为2936人。